# Truxton (Arizona)
Truxton es un lugar designado por el censo ubicado en el condado de Mohave en el estado estadounidense de Arizona. En el Censo de 2010 tenía una población de 134 habitantes y una densidad poblacional de 13,53 personas por km².

## Geografía
Truxton se encuentra ubicado en las coordenadas 35°29′26″N 113°33′44″O / 35.49056, -113.56222. Según la Oficina del Censo de los Estados Unidos, Truxton tiene una superficie total de 9.91 km², de la cual 9.77 km² corresponden a tierra firme y (1.33%) 0.13 km² es agua.

## Demografía
Según el censo de 2010, había 134 personas residiendo en Truxton. La densidad de población era de 13,53 hab./km². De los 134 habitantes, Truxton estaba compuesto por el 69.4% blancos, el 0.75% eran afroamericanos, el 24.63% eran amerindios, el 0.75% eran asiáticos, el 0% eran isleños del Pacífico, el 2.24% eran de otras razas y el 2.24% pertenecían a dos o más razas. Del total de la población el 8.21% eran hispanos o latinos de cualquier raza.